# Московский кодекс I
Московский кодекс I (лат. Codex Mosquensis I, условное обозначение Kap или 018) — одна из древнейших рукописей Нового Завета на греческом языке, датируемая IX веком. 

## Особенности рукописи
Московский кодекс написан на 288 пергаментных листах; размер листа — 33,8 на 24,2 сантиметров. Текст на листе расположен в двух колонках. Рукопись содержит текст Деяний Апостолов, Послания Павла и Соборные послания с лакунами (Рим 10,18 — 1 Кор 6,13; 1 Кор 8,8-11). 
Рукопись представляет византийский тип текста. Текст рукописи отнесён к V категории Аланда.

## История
Палеографически рукопись датируют IX веком. Рукопись была привезена Арсением Сухановым с Афона в Москву в 1655 году. В настоящее время рукопись находится в Государственном историческом музее (V. 93).